# Lago Storvindel
El lago Storvindel (en sueco: Storvindeln) es un lago situado en la región de Norlandia, en la provincia de Laponia, en el condado de Botnia Occidental, en la comuna de Sorsele. Forma parte de la cuenca del Ume. Tiene 50 kilómetros de largo, 11,7 metros de profundidad media, 35,9 metros de profundidad máxima, 52,1 kilómetros cuadrados de superficie, 614 000 000 metros cúbicos de agua y está a 341,1 metros por encima del nivel del mar. En él desemboca el río Vindel.
Al largo del lago hay acantilados ricos en cuarzo. El Jipmoque forma un muro de siete kilómetros de longitud y de cien a ciento cincuenta metros de altura en el lado suroeste. Bajo los acantilados hay bloques muy grandes que pueden haberse desprendido a causa de fuertes terremotos que tras el deshielo. En el lado nordeste del lago se halla una serie de precipicios. No muy lejos del monte Hem, un arroyo desemboca en el lago y forma la cascada de Brudslöjan. En el extremo oeste se halla la iglesia de Jilisnole, un sencillo edificio de madera erigido a comienzos del siglo XVIII.

## Usos
El nivel de las aguas cambia unos cinco metros a lo largo del año. Mengua en invierno hasta la primavera, cuando el deshielo lo hace crecer nuevamente. Alcanza su punto más alto poco antes de mediados del verano, momento en el que empieza a bajar; la reducción del nivel hídrico prosigue durante el resto del verano y el otoño. 
Antiguamente había un cierto tráfico fluvial de Sorsele a la iglesia de Jilisnole, que desapareció con la conclusión en 1930 de las obras de una carretera que bordea el lago. El último barco que realizó la singladura lo hizo en otoño de 1938. Entre Jilisnole y el pueblo de Amarnas, la carretera ya estaba en funcionamiento desde 1923. La cascada de Besca, situada entre el Pantano Inferior de Gaute y el Storvindel, se canalizó en 1910 para permitir que los barcos alcanzaran el lago, originando una bajada de las aguas de medio metro. Desde entonces, la vegetación costera se adaptó al nivel menor de las aguas. El cambio en las orillas crea amplias playas, por las que la vegetación se extiende hasta quedar nuevamente sumergida con la crecida estacional del lago.

## Flora y fauna
En el Storvindel florece el raro diente de león de Jemtlandia, que es todavía más escaso desde que se explotan los grandes lagos aguas abajo del Vindel. En los fondos del lago a finales de la primavera, cuando las aguas son más someras, hay playas de bloques con tufos únicos de caltas y cáreces. Playa arriba, la vegetación se vuelve más tupida y variaba: abundan los alisos, salgueiros, cáreces, las hierbas y las plantas alpinas. En lo alto de las playas abiertas, abundan el brozo. El río invade el bosque de ribera cuando su caudal es mayor; en las zonas inundadas crecen filipéndulas, angélicas y muchas otras plantas. En la parte oriental del lago hay playas arenosas donde florecen, así como en el pantano de Gaute, las raigrases, cuyo hallazgo, a principios del siglo XIX, demostró que pueden crecer en regiones alejadas del mar. El descubridor, el botánico sueco Göran Wahlenberg, publicó su hallazgo en la Flora Lapponica de 1812.
A comienzos de la década de 1960, el Consejo de Conservación de Suecia permitió la realización de obras junto al cauce de los ríos de la región, tras cambiar los planes originales para asegurar que no se alterase el Vindel aguas arriba del lago, para no reducir la población de peces. Los ríos tienen gran valor para el estudio de los peces que los habitan. En ellos se encuentran truchas, percas, salvelinos, umblas, lucios y coregos (maxilares, videgrenos, nilssonos y peledes), etc. Según datos de la década de 1970, se pescan cerca de dos toneladas y media de ellos al año.